# Georg Lueger
Georg Lueger (* vermutlich in Steyr; † nach 1423 in Admont) war ein salzburgischer römisch-katholischer Geistlicher und von 1411 bis 1423 Abt der Benediktinerabtei St. Blasius zu Admont.

## Leben und Wirken
Eine wichtige Aufgabe des aus bürgerlichen Verhältnissen stammenden Abtes Georg Lueger, dessen „Menschenfreundlichkeit und Armenliebe“ hervorgehoben wird, war die wirtschaftliche Förderung des ihm anvertrauten Stifts. So gestattete er 1413 dem Eisenerzer Bürger Jakob von Perg die Errichtung eines Hammerwerks und konzessionierte 1418 in Gams den Abbau von Gagat (einem schwarzen Pechstein). Die positive Entwicklung der stiftischen Wirtschaft erlaubte die Aufnahme von Bauprojekten. So ließ er 1416 die admontische Pfarrkirche Weng im Gesäuse neuerrichten. Zur finanziellen Förderung der Bauarbeiten an der Pfarrkirche von Sankt Lorenzen im Paltental, der Filialkirche St. Virgil in Gaishorn und dem von seinem Vorgänger begonnenen Neubauprojekt der Wallfahrtskirche Frauenberg an der Enns erwarb er Ablassbriefe. Im Dezember 1419 schloss er mit dem ersten namentlich greifbaren Vertreter der Admonter Bauhütte, Niclas Velbacher von Salzburg, einen Arbeitsvertrag, in dem ihm ein Werkhof neben der Admonter Amanduskirche eingeräumt wurde. Velbacher war in der Folgezeit, neben kleineren Projekten, für den Frauenberger Kirchenneubau verantwortlich. 1421 initiierte Abt Georg den Neubau der Pfarrkirche St. Martin am Tennengebirge, deren Bau erst 1432 abgeschlossen wurde.
Am 6. Juli 1423 legte Georg Lueger, der zur Finanzierung seiner Bauprojekte immer wieder auf Kreditaufnahmen zurückgreifen musste, offensichtlich aus wirtschaftlichen Gründen sein Amt nieder, nachdem er an der Wallfahrtskirche Frauenberg, deren Chor in diesem Jahr fertiggestellt und geweiht wurde, eine Fronleichnamsbruderschaft gegründet hatte.